# 彭家山战斗遗址
彭家山战斗遗址，是位于中国福建省宁德市柘荣县楮坪乡彭家山村白坑岔的一个中国共产党革命遗址，2021年4月入选第九批柘荣县文物保护单位。
彭家山战斗遗址是闽东红军在第一次国共内战中取得一次重大胜利的战斗的遗址，战斗爆发于民国23年（1934年）10月19日清晨，闽东独立师在彭家山口伏击国军教导团，并取得成功。中共柘荣县委、柘荣县人民政府在1984年7月和1998年12月两次在当地立碑纪念。